# Agate de Sousa
Agate de Sousa (8 giugno 2000) è una lunghista e velocista saotomense naturalizzata portoghese, ha vinto la medaglia di bronzo ai campionati europei del 2024.

## Biografia
Dal 2019 vive in Portogallo, nel 2023 ha chiesto ed ottenuto la doppia cittadinanza, che le ha permesso di gareggiare con il Portogallo.
Nel 2024 vince la medaglia di bronzo ai campionati europei.

## Record nazionali
Seniores
- Salto in lungo: 7,03 m ( Weinheim, 27 maggio 2023)

### Salto in lungo
| Stagione | Misura    | Luogo    | Data      | Rank. Mond. |
| -------- | --------- | -------- | --------- | ----------- |
| 2024     | 6,91 m    | Roma     | 12-6-2024 |             |
| 2023     | 7,03 m    | Weinheim | 27-5-2023 |             |
| 2022     | 6,81 m    | Chorzów  | 5-6-2022  |             |
| 2021     | 6,68 m(i) | Lisbona  | 10-1-2021 |             |
| 2020     | 6,26 m    | Lisbona  | 8-8-2020  |             |
| 2019     | 6,05 m    | Rabat    | 29-8-2019 |             |

## Palmarès
| Anno                                     | Manifestazione               | Sede      | Evento         | Risultato | Prestazione | Note                                     |
| ---------------------------------------- | ---------------------------- | --------- | -------------- | --------- | ----------- | ---------------------------------------- |
| In rappresentanza di São Tomé e Príncipe |                              |           |                |           |             |                                          |
| 2017                                     | Mondiali U18                 | Nairobi   | 100 m piani    | Batteria  | dns         |                                          |
| 2019                                     | Giochi panafricani           | Rabat     | 100 m piani    | Batteria  | 12"20       |                                          |
| 2019                                     | Giochi panafricani           | Rabat     | Salto in lungo | 7ª        | 6,05 m      |                                          |
| In rappresentanza di Portogallo          |                              |           |                |           |             |                                          |
| 2024                                     | Europei                      | Roma      | Salto in lungo | Bronzo    | 6,91 m      | Miglior prestazione personale stagionale |
| 2024                                     | Giochi olimpici              | Parigi    | Salto in lungo | 24ª (q)   | 6,34 m      |                                          |
| 2025                                     | Giochi mondiali universitari | Reno-Ruhr | Salto in lungo | Oro       | 6,70 m      |                                          |

## Altre competizioni internazionali
2025
- Bronzo ai Campionati europei a squadre di atletica leggera ( Madrid), salto in lungo - 6,84 m